# Free ad-supported streaming television
Free ad-supported streaming television (FAST), que podría traducirse como streaming de televisión gratuito con publicidad, es una categoría de servicios de streaming de televisión que están disponibles para los consumidores sin una suscripción paga, se financian únicamente con publicidad y transmiten programación de televisión tradicional y películas producidas en estudio, a diferencia de las plataformas que ofrecen en gran medida contenido generado por usuarios, como es el caso de YouTube y Twitch, y de servicios basados en suscripción con publicidad, como Hulu y Netflix.
Los servicios FAST tienen canales lineales (a veces denominados «canales FAST») y contenido de video bajo demanda. El primer uso documentado del término fue en un artículo de diciembre de 2018 del analista de medios Alan Wolk. Fue a Wolk quien se le ocurrió el término como una forma de diferenciar entre los servicios de streaming de televisión por suscripción con publicidad como Hulu y los servicios gratuitos de streaming de televisión con publicidad como Pluto TV.

## Plataformas
El ecosistema FAST tiene varias capas. Los FASTs más conocidos son los agregadores, que se dividen en tres categorías.
- FASTs propiedad de las principales empresas de multimedios: Pluto TV de Paramount, Tubi de Fox, Xumo de Charter Communications y Comcast, Sling Freestream de Dish Network, Peacock de NBCU (válido solo para clientes nuevos)[7] y el servicio ITVX de ITV.
- FASTs propiedad de fabricantes de dispositivos: Amazon Freevee (anteriormente IMDb TV), The Roku Channel, Samsung TV Plus, canales LG, WatchFree+ de Vizio y TCL Channel de TCL Electronics.
- FASTs independientes: Plex, Crackle de Chicken Soup for the Soul Entertainment, Mometu, Herogo TV y Flixhouse.

Estos agregadores operan principalmente en los Estados Unidos a partir de 2022, aunque algunos, como Pluto TV, Plex, y Samsung TV Plus operan en otros países o en todo el mundo.
Además de las aplicaciones de agregador, existen FASTs administrados por un solo proveedor, como Scripps News de E.W. Scripps, PocketWatch y FilmRise, que también proporcionan su contenido para su uso en canales lineales en las aplicaciones de agregador.

## Contenido y canales
El contenido de los servicios FAST puede cubrir potencialmente todos los géneros televisivos, así como películas, que son el tipo de contenido más popular en los FASTs. Las opciones de contenido pueden incluir programación original y/o de archivo que no está disponible a través de los servicios de streaming por suscripción. Aunque muchos canales lineales en los servicios FAST se parecen a los canales especializados de estilo cable, algunos tienen un enfoque aún más limitado en un solo programa o franquicia de multimedios de extensa duración. Si bien algunos canales FAST lineales son exclusivos de plataformas específicas, algunos como Cheddar, se distribuyen a través de múltiples proveedores. Los FASTs propiedad de las principales empresas de medios tienen la ventaja de poder aprovechar las amplias bibliotecas de sus empresas matrices.
Variety estimó que había 1455 canales lineales disponibles a través de las principales plataformas FAST en junio de 2022.A pesar de la gran cantidad de canales existentes, MediaPost reportó que los 5 principales canales FAST tienen el 20% de la audiencia, y que los 20 principales tienen el 47% de la audiencia.